# Steliana Rizeanu
Steliana Rizeanu este profesor universitar doctor în psihologie la Universitatea Hyperion din București, Departamentul Psihologie.  Este decanul facultății de psihologie, președintele Comisiei de cercetare științifică a Universității Hyperion din București și membru în Senatul Universității și psihoterapeut în psihoterapie cognitiv comportamentală în cadrul Clinicii Aquamarin din București.

## Carieră academică și profesională
În calitate de profesor la Universitatea Hyperion din București predă cursurile: Psihoterapie; Psihoterapii scurte; Psihologia adicției; Psihodiagnoză și evaluarea clinică a copilului și adolescentului.
în prezent este președintele Comisiei de Cercetare din Cadrul Universității Hyperion din București și membru în Senatul Universității.

## Realizări științifice
Activitatea sa de cercetare s-a axat în principal pe tema jocului de șansă patologic, publicând cărțile “Dependența de jocuri de noroc”, primul ghid de ajutor pentru jucătorii dependenți și familiile acestora (editura Universitară);  “Psihoterapia jocului de șansă patologic”, primul manual ce se adresează în principal profesioniștilor din domeniul psihologiei clinice și al psihoterapiei, în care a conceput un model de terapie pentru persoanele cu probleme legate de jocurile de noroc (editura Universitară); “Pathological gambling în România”, carte în care este descris profilul psihologic al jucătorului român dependent de jocuri de noroc (editura LAP Lambert Academic Publishing).Toate aceste cărți sunt recomandate de European Association for the Study of Gambling.
Atât la nivel național cât și internațional, a publicat o serie de articole în reviste de psihologie acreditate, cu peer review și comitet științific internațional: Procedia - Social and Behavioral Sciences; Romanian Journal of Experimental Applied Psychology; SchiTechnol - Addictive Behaviors, Therapy and Rehabilitation; Abnormal and Behavioural Psychology; Romanian Journal of Cognitive Behavioral Therapy and Hypnosis; Journal of Medical Life.

## Realizări profesionale
Steliana Rizeanu  este atestată ca formator și supervizor în psihologie clinică și psihoterapeut în psihoterapie cognitiv-comportamentală și psihoterapie integrativă. Din anul 2010 este coordonatorul programului “Joc responsabil” prin care se oferă consiliere psihologică gratuită jucătorilor patologici de noroc și familiilor acestora. 
Este membru în Comitetul editorial al ARJAR –American Research Journal of Addiction and Reahabilitation; membru în Comitetul științific și editorial al Gavin Journal of Addiction Research and Therapy; membru în Comitetul editorial al CRESCO Journal of Psychiatry and Behavioral Sciences; membru Comitetul Editorial al American Research Journal of Geriatrics and Aging; membru în Comitetul științific al RJEAP – Romanian Journal of Experimental Applied Psychology; membru în Comitetul științific al Conferinței Naționale de Psihologie Experimentală Aplicată – EAPSI; membru în Comitetul științific al Revistei de studii psihologice, Universitatea Hyperion, Departamentul Psihologie; membru în Comitetul de organizare al Conferinței internaționale PSIWORLD.